# Gare de Süttő felső
La gare de Süttő felső (en hongrois : Süttő felső vasútállomás) est une halte ferroviaire hongroise, située à Süttő.